# Hoàn Long (huyện)

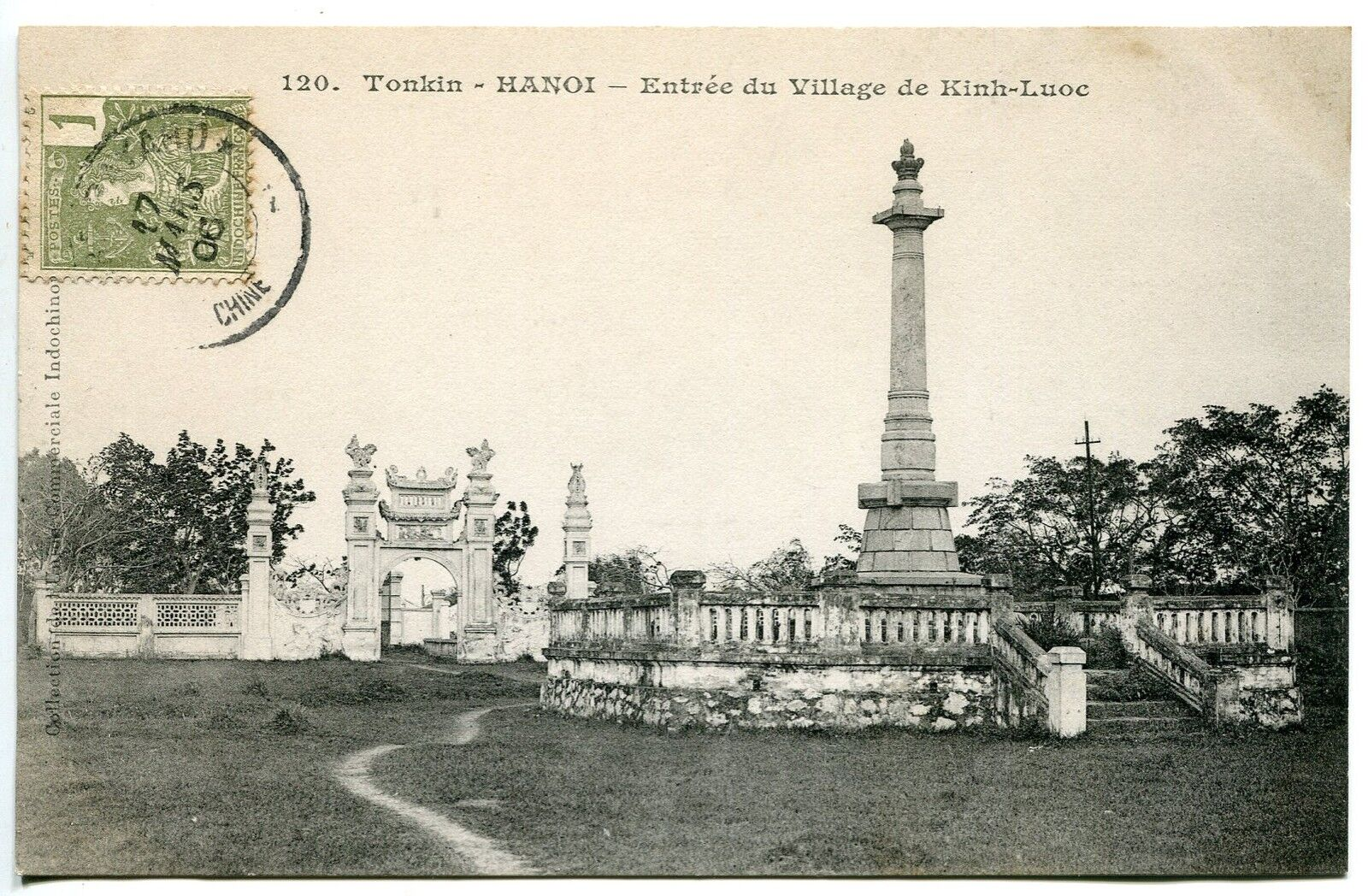
Thái Hà Ấp trên một tấm bưu thiếp thời Pháp thuộc

Hoàn Long là một huyện cũ tại Hà Nội dưới thời Pháp thuộc. Huyện này có địa giới hành chính gần như bao quanh khu nhượng địa Hà Nội.

## Lịch sử
Tháng 8 năm 1899, Thống sứ Bắc Kỳ quyết định xóa bỏ huyện Vĩnh Thuận, đồng thời lấy nốt phần đất còn lại của hai huyện Thọ Xương, Vĩnh Thuận và một số xã thôn thuộc hai huyện Từ Liêm, Thanh Trì lập thành một huyện mới có tên là Hoàn Long, có vai trò là khu vực ngoại thành của Hà Nội. Tên gọi Hoàn Long có nghĩa là "bao quanh con rồng". Lỵ sở huyện Hoàn Long đặt tại Thái Hà Ấp, tức thái ấp của Kinh lược sứ Bắc Kỳ Hoàng Cao Khải.
Theo tài liệu lưu trữ vào năm 1906, huyện Hoàn Long thời điểm này có 9 tổng với các xã thôn sau:
- Tổng Thượng: Quán La, Nhật Tân, Quảng Bá, Tây Hồ, Yên Phụ, Nghi Tàm
- Tổng Trung: Xuân Tảo, Trích Sài, Võng Thị, Hồ Khẩu, An Thái, Thụy Khuê
- Tổng Nội: Hữu Tiệp, Ngọc Hà, Xuân Biểu, Liễu Giai, Đại Yên, Vạn Phúc, Ngọc Khánh, Giảng Võ, Kim Mã, Cống Vị, Thủ Lệ, Vĩnh Phúc
- Tổng Yên Hạ: Yên Hòa, Yên Lãng, Nhược Công, Thịnh Quang, Nam Đồng, Thịnh Hào, Khương Thượng, Thái Hà (tổng Yên Hạ trước vốn là tổng Hạ của huyện Vĩnh Thuận)
- Tổng Vĩnh Yên: Thổ Quan, Văn Chương, Xã Đàn, Linh Quang, Mỹ Đức và Trung Phụng
- Tổng Kim Liên: Trung Tự, Kim Liên, Bạch Mai, Quỳnh Lôi
- Tổng Thanh Nhàn: Thanh Nhàn, Lương Yên, Lạc Trung, Lãng Yên
- Tổng Hoàng Mai: Hoàng Mai, Khương Trung, Phương Liệt, Mai Động, Vĩnh Tuy
- Tổng Phúc Lâm: Tàm Xá, Tam Lạc, Nội Châu, Ngoại Châu, Cơ Xá.[2]

Cuối năm 1914, Toàn quyền Đông Dương quyết định bãi bỏ khu ngoại thành Hà Nội và sáp nhập huyện Hoàn Long vào tỉnh Hà Đông.
Đến năm 1942, chính quyền lại quyết định mở rộng khu nhượng địa, theo đó huyện Hoàn Long cùng với 22 xã thuộc phủ Hoài Đức được sáp nhập vào Hà Nội, lập thành "Đại lý đặc biệt Hà Nội" (Délégation spéciale de Hanoi), cũng được gọi là Đại lý Hoàn Long.
Vào năm 1947, sau khi chiếm lại được Hà Nội, chính quyền Pháp tổ chức Đại lý Hoàn Long gồm 5 quận: Cầu Giấy, Ngã Tư Sở, Quảng Bá, Quỳnh Lôi và Văn Điển. Đại lý Hoàn Long tồn tại đến năm 1954 thì chính thức bị bãi bỏ.